# Cubewano

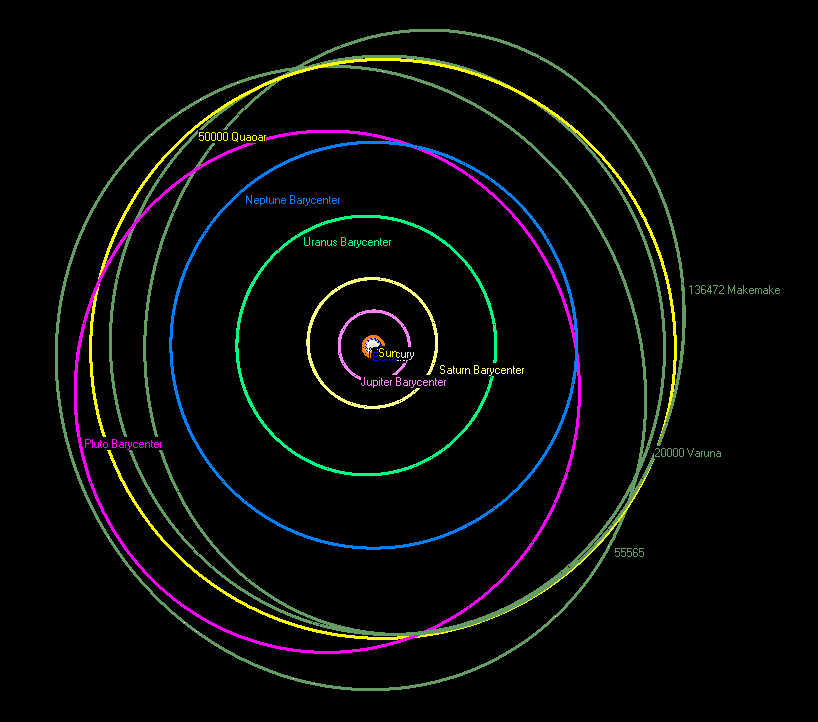
Orbitele diferiţilor cubewanos comparate cu orbitele planetelor Neptun (albastru) și Pluto (roz)

Un cubewano este un membru al unei clase de asteroizi transneptunieni care evoluează în Centura Kuiper. Numele lor a fost derivat de la cel al primului obiect din această clasă, (15760) 1992 QB1. Obiectele următoare din această clasă au fost denumite mai întâi QB1-os, apoi cubewanos. Într-adevăr, QB-1, în engleză, se pronunță /kju:bi wʌn/.
Un cubewano este denumit și « obiect clasic din Centura Kuiper » sau, în engleză, classical kuiper belt object (CKBO).
Acestea nu sunt obiecte în rezonanță cu Neptun, de care se află la o mare distanță. Orbitele lor rămân totuși stabile întrucât acestea sunt aproape circulare, asemănătoare cu orbitele planetele: această similitudine cu planetele le-a oferit denumirea de obiecte „clasice” ale Centurii Kuiper.
Raza lor medie de revoluție este cuprinsă între 42 și 48 u.a. Teoria formării lor este identică celei a planetelor, prin acreție lentă a materiei discului protoplanetar. Totuși, slaba densitate a materiei detectate în această regiune i-a condus pe unii oameni de știință să-și imagineze o formare a acestor obiecte mai aproape de Soare, urmată de o „migrare” pe poziția lor actuală, în urma migrației proprii a lui Neptun.

## Câțiva reprezentanți
Câțiva repezenanți ai acestei familii:
- 136472 Makemake, probabil cel mai mare cubewano (1.600 km), acum clasat ca planetă pitică și plutoid ;
- 136108 Haumea, altă planetă pitică și plutoid (~1.500 km);
- (15760) 1992 QB1, primul obiect transneptunian descoperit după Pluto și Charon;
- 20000 Varuna (900 km), primul planetoid descoperit în Centura Kuiper;
- 50000 Quaoar, cel mai mare planetoid cunoscut până la descoperirea lui 90377 Sedna în 2003 ;
- 1998 WW31, primul obiect transneptunian binar cunoscut după cuplul Pluto-Charon;
- 58534 Logos, obiect dublu, satelitul său Zoe (cu diametrul de 64 km) este aproape tot atât de masiv ca și acest planetoid cu diametrul de 80 km;
- 88611 Teharonhiawako, planetoid cu diametrul de 175 km, însoțit de un satelit Sawiskera (cu diametrul de 109 km);
- 66652 Borasisi, planetoid cu diametrul de 166 km, însoțit de un satelit, Pabu (cu diametrul de 137 km).